# La Danseuse de Siva
Pour plus de détails, voir Fiche technique et Distribution.
La Danseuse de Siva est un court métrage muet français réalisé par Albert Capellani, sorti en 1911.

## Synopsis
Le prince Achilgar s'éprend de la danseuse Viamalah consacrée au culte de Siva, déesse de l'amour. Jalouse et humiliée, la courtisane Ourvasi décide de se venger et va consulter un fakir pour qu'il trouve un moyen d'empêcher leur union. 
Elle obtient du fakir une poudre qui détruira définitivement la beauté de sa rivale. Défigurée, Viamalah se voile le visage et repousse le prince Achilgar pour éviter son regard et sa pitié. 
Mais Ourvasi ne va pas pour autant reconquérir le prince qui va préférer sacrifier ses yeux pour conserver le souvenir de la beauté de Viamalah et demeurer auprès d'elle.

## Fiche technique
- Titre : La Danseuse de Siva
- Réalisation : Albert Capellani
- Scénario : Henri Cermoise, d'après une légende hindoue
- Photographie :
- Montage :
- Producteur :
- Société de production : Société cinématographique des auteurs et gens de lettres (S.C.A.G.L.),  Série d'Art Pathé frères (SAPF)
- Société de distribution :  Pathé Frères
- Pays d'origine :  France
- Langue : film muet avec les intertitres en français
- Métrage : 285 mètres dont 248 en couleurs
- Format : Noir et blanc et couleurs — 35 mm — 1,33:1 —  Muet
- Genre : Film dramatique
- Durée : 9 minutes 30
- Dates de sortie :
  -  France : 26 mai 1911

## Distribution
- Georges Tréville : le prince Achilgar
- Stacia Napierkowska : la danseuse Vaimalah
- Madeleine Carlier : la courtisane Ourvasi
- Émile Mylo
- Paul Fromet
- Henry Valbel
- Gaston Prika
- Paul Faivre
- Jacques Faivre
- Gaston Fred
- Henriette Leblond
- Léa Frey
- Fernande Bernard
- Édouard Delmy
- Paul Calvin
- Henri Ferdal
- Germaine Béral
- Octave Hillairet
- Suzanne Bérysse
- Albert
- Bessy
- Raveux
- Sauriac
- Anthony
- Égoël
- Madame Massard
- Madame Fabris
- Madame Ambrosi